# Атланта (футбольний клуб, Буенос-Айрес)
«Клуб Атлетіко Атланта» або просто «Атланта» (ісп. Club Atlético Atlanta) — професіональний аргентинський футбольний клуб з кварталу Віла-Креспо, Буенос-Айрес. Прізвисько клубу — Богема. Хоча в клубі функціонують секції боксу, бойових єдиноборств, гандболу та катання на роликових ковзанах, «Атланта» відома в першу чергу своєю футбольною командою. «Атланта» виступає в Прімері Б Насьональ, другому дивізіоні чемпіонату Аргентини з футболу.

## Досягнення
- Шведський кубок
  -  Володар (1): 1958/60

- Прымера Б Метрополітано
  -  Чемпіон (5): 1907, 1956, 1983, 1994/95, 2010/11

- Кубок Баллріча
  -  Володар (1): 1908

## Відомі гравці
До списку потрапили футболісти, про яких існує стаття в українській вікіпедії
- Клаудіо Вакка
- Хуан Гомес Вольїно
- Уго Гатті
- Рубен Гларія
- Альберто Маріо Гонсалес
- Анхель Гріппа
- Марсело Карраседо
- Хуан Карлос Кольман
- Рамон Муттіс
- Фернандо Патерностер
- Адольфо Педернера
- Карлос Соса
- Леон Стрембель
- Освальдо Субельдія
- Хосе Делья Торре
- Вісенте Аррая
- Хуан Бургеньйо
- Амадео Ортега

## Відомі тренери
- Хосе Варакка
- Рубен Гларія
- Хуан Карлос Лоренсо
- Карлос Майор
- Едуардо Лухан Манера
- Нестор Россі
- Освальдо Субельдія
- Роберто Феррейро